# オリジナルズ
『The Originals 』（オリジナルズ）は、アメリカ合衆国のThe CW系列で2013年10月に放送開始の超自然ホラー・テレビドラマ。『ヴァンパイア・ダイアリーズ』のスピンオフとして、『スーパーナチュラル』との組み合わせで火曜日の夜8時枠（中部標準時は夜7時枠）に組み込まれている。
『ヴァンパイア・ダイアリーズ』の共同原案者ジュリー・プレックが原案・脚本・製作総指揮・ショーランナーを務める。また、
レスリー・モーゲンスタイン（『ヴァンパイア・ダイアリーズ』『ゴシップガール』『旅するジーンズと16歳の夏』）とジーナ・ジローラモ（『ヴァンパイア・ダイアリーズ』『シークレット・サークル』『The Lying Game』）も製作総指揮に名を連ねている。

## 概要
本作は『ヴァンパイア・ダイアリーズ』に登場する”オリジナル・ヴァンパイア”ことマイケルソン兄妹の3人（クラウス、イライジャ、レベッカ）に焦点を当てた物語で、ニューオーリンズを舞台に展開する。2013年4月25日に放送された『ヴァンパイア・ダイアリーズ』の第4シーズン第20話「The Originals」が本作のパイロット版の役割を果たした。
また、2011-2012年テレビシーズンに『シークレット・サークル』のフェイ役でブレイクし、2012-2013年テレビシーズンには『ヴァンパイア・ダイアリーズ』（第4シーズン）にヘイリー役で準レギュラー出演していたフィービー・トンキンもレギュラー出演する。
放送枠は本家『ヴァンパイア・ダイアリーズ』と同じ木曜日ではなく、2013-2014年シーズンから火曜日に移動することになった『スーパーナチュラル』との組み合わせであり、本家よりもダークで怖い作品になる見込みである。

## あらすじ
※『ヴァンパイア・ダイアリーズ』第4シーズン第20話（2013年4月25日放送）より。
ルイジアナ州ニューオーリンズのフレンチ・クオーター。そこは、オリジナル・ヴァンパイアのクラウスたちが数百年前、設立に貢献した街である。クラウスはしばらくバージニア州ミスティック・フォールズにいたが、自分に対する陰謀が企まれているという知らせにより、久しぶりにフレンチ・クオーターに戻る。しかし、そこは現在、かつてクラウスの弟子だったヴァンパイア、マルセルが超常的生命体たちの上に君臨し、人間をもマインド・コントロールで支配する世界になっていた。
強力な魔女ソフィアをリーダーとする魔女たちがマルセルの勢力を覆そうとしており、その手段として人狼のヘイリーを捕える。ヘイリーは、自分の家系に関する手がかりを求めてフレンチ・クオーターを訪れていたのである。しかも、不可能であるはずのクラウスの子を懐妊していた。
クラウスの兄イライジャも弟を追ってフレンチ・クオーターに現れ、街をマルセルから取り戻すため、仕方なく魔女たちと同盟を結ぶ。ミスティック・フォールズにいる妹レベッカにも声をかけるが、その協力が得られるかどうかは未知数である。

## 登場キャラクター

### レギュラー
ニクラウス・マイケルソン (Niklaus Mikaelson)
演 - ジョセフ・モーガン (Joseph Morgan) / 日本語吹替 - 土田大
通称は”クラウス”（ Klaus ）。妹レベッカからは”ニック”と呼ばれている。1000年前に誕生したオリジナル・ヴァンパイアの1人であり、最初のハイブリッドである。ニューオーリンズのフレンチ・クオーターで自分に対する陰謀が企まれていると聞き、かつての縄張りに戻る。
イライジャ・マイケルソン (Elijah Mikaelson)
演 - ダニエル・ギリーズ (Daniel Gillies) / 日本語吹替 - 楠大典
オリジナル・ヴァンパイアの1人。弟クラウスを追ってフレンチ・クオーターに来る。
レベッカ・マイケルソン (Rebekah Mikaelson)
演 - クレア・ホルト (Claire Holt) / 日本語吹替 - 小島幸子
オリジナル・ヴァンパイアの1人で、クラウスの妹。バックドア・パイロットの時点では、ミスティック・フォールズに残るつもりでいる。
ホープ・マイケルソン (Hope Mikaelson)
演 - ダニエル・ローズ・ラッセル (Danielle Rose Russell) / 日本語吹替 -
クラウスとヘイリーの間に生まれた娘。ヴァンパイア、人狼、魔女のトライブリッド。
コール (Kol)
演 - ナサニエル・ブゾリック (Nathaniel Buzolic) / 日本語吹替 -
マイケルとエスターの息子。7人兄弟の5番目。オリジナル・ヴァンパイアの1人。100年以上、仮死状態のまま棺の中に収められていた。
フレイヤ・マイケルソン (Freya Mikaelson)(シーズン2より)
演 -  (Riley Voelkel) / 日本語吹替 - 大津愛理
マイケルソン家の長女。強力な魔女。ヴァンパイア化はしていない。幼いころに伯母のダリアに連れ去られた。
ダリアの呪文により１世紀の間、眠りにつき１年だけ起きる人生を何百年も繰り返し、若さを保ち、不死身となっている。ダリアの元を逃げ出した。
ヘイリー・マーシャル (Hayley Marshall)
演 - フィービー・トンキン (Phoebe Tonkin) / 日本語吹替 - 田村睦心
人狼。『ヴァンパイア・ダイアリーズ』第4シーズン第20話で、クラウスの子を懐妊していることが判明する。ニューオーリンズでソフィアに囚われる。本当の名前はアンドレア・ラボネール。
マルセル・ジェラード (Marcel Gerard)
演 - チャールズ・マイケル・デイヴィス (Charles Michael Davis) / 日本語吹替 - 白熊寛嗣
かつてクラウスの弟子だったカリスマ的なヴァンパイア。現在はフレンチ・クオーターの闇の世界に君臨している。
ソフィア・デブロー (Sophie Deveraux) (シーズン1のみ)
演 - ダニエラ・ピネダ (Daniella Pineda) / 日本語吹替 - 榊原奈緒子
強力な魔女。マルセルと対立している。
カミーユ・オコンネル (Camille O'Connell)
演 - リー・パイプス (Leah Pipes) / 日本語吹替 - 皆川純子
バー「ルソーズ」のバーテンダー。クラウスと互いに惹かれ合う。
ダヴィーナ・クレア (Davina Claire)
演 - ダニエル・キャンベル (Danielle Campbell) / 日本語吹替 - Lynn
強力な魔女。他の魔女たちから命を狙われる。マルセルの保護下にある。

### 準レギュラー・キャラクター
キーラン・オコンネル(Kieran O'Connell)
演 - Todd Stashwick
ニューオーリンズの聖アン教会の神父。カミーユとショーンの叔父。

ディエゴ（Diego）
演 - Eka Darville
ヴァンパイア。

テイエリー(Thierry)
演 - Callard Harris
ヴァンパイア。マルセルが最も信頼を寄せる腹心。クラウスの陰謀によりマルセルの怒りを買い、ガーデン送りになった。

## エピソード一覧

### シーズン一覧
| シーズン | シーズン | エピソード | 米国での放送日 | 米国での放送日 |
| シーズン | シーズン | エピソード | 初回           | 最終回         |
| -------- | -------- | ---------- | -------------- | -------------- |
|          | 1        | 22         | 2013年10月3日  | 2014年5月13日  |
|          | 2        | 22         | 2014年10月6日  | 2015年5月11日  |
|          | 3        | 22         | 2015年10月8日  | 2016年5月20日  |
|          | 4        | 13         | 2017年3月17日  | 2017年6月23日  |
|          | 5        | 13         | 2018年4月18日  | 2018年8月1日   |

### シーズン1 （2013年 - 2014年）
| 通算 | 話数 | タイトル               | 原題                         | 監督             | 米国放送日     | 視聴者数 (万人) |
| ---- | ---- | ---------------------- | ---------------------------- | ---------------- | -------------- | --------------- |
| 1    | 1    | 伝説の始まり           | Always and Forever           | Chris Grismer    | 2013年10月3日  | 221             |
| 2    | 2    | パワーゲーム           | House of the Rising Son      | Brad Turner      | 2013年10月8日  | 192             |
| 3    | 3    | 仕掛けられた罠         | Tangled Up in Blue           | Chris Grismer    | 2013年10月15日 | 222             |
| 4    | 4    | 悲しみの旋律           | Girl in New Orleans          | Jesse Warn       | 2013年10月22日 | 223             |
| 5    | 5    | 罪人と聖人             | Sinners and Saints           | Chris Grismer    | 2013年10月29日 | 205             |
| 6    | 6    | 企みの代償             | Fruit of the Poisoned Tree   | Michael Allowitz | 2013年11月5日  | 203             |
| 7    | 7    | 宿敵の再会             | Bloodletting                 | Jeffrey Hunt     | 2013年11月12日 | 240             |
| 8    | 8    | 信頼と裏切り           | The River in Reverse         | Jesse Warn       | 2013年11月26日 | 238             |
| 9    | 9    | 狼狩り                 | Reigning Pain in New Orleans | Joshua Butler    | 2013年12月3日  | 233             |
| 10   | 10   | 女たちの戦い           | The Casket Girls             | Jesse Warn       | 2014年1月14日  | 207             |
| 11   | 11   | 最後のいけにえ         | Après Moi, Le Déluge         | Leslie Libman    | 2014年1月21日  | 251             |
| 12   | 12   | 蘇った魔女たち         | Dance Back from the Grave    | Rob Hardy        | 2014年1月28日  | 232             |
| 13   | 13   | 満月の宴               | Crescent City                | Chris Grismer    | 2014年2月4日   | 210             |
| 14   | 14   | レベッカの秘密         | Long Way Back from Hell      | Matt Hastings    | 2014年2月25日  | 183             |
| 15   | 15   | 家族の復讐劇           | Le Grand Guignol             | Chris Grismer    | 2014年3月4日   | 180             |
| 16   | 16   | 旅立ち                 | Farewell to Storyville       | Jesse Warn       | 2014年3月11日  | 173             |
| 17   | 17   | 月明かりのバーボン通り | Moon Over Bourbon Street     | Michael Robison  | 2014年3月18日  | 153             |
| 18   | 18   | 反乱分子               | The Big Uneasy               | Leslie Libman    | 2014年4月15日  | 152             |
| 19   | 19   | 覚悟の死               | An Unblinking Death          | Kellie Cyrus     | 2014年4月22日  | 150             |
| 20   | 20   | 不吉な夢               | A Closer Walk with Thee      | Sylvain White    | 2014年4月29日  | 177             |
| 21   | 21   | ニューオーリンズの戦い | The Battle of New Orleans    | Jeffrey Hunt     | 2014年5月6日   | 144             |
| 22   | 22   | 希望の光               | From a Cradle to a Grave     | Matt Hastings    | 2014年5月13日  | 176             |

### シーズン2 （2014年 - 2015年）
| 通算 | 話数 | タイトル             | 原題                          | 監督             | 米国放送日     | 視聴者数 (万人) |
| ---- | ---- | -------------------- | ----------------------------- | ---------------- | -------------- | --------------- |
| 23   | 1    | 復活                 | Rebirth                       | Lance Anderson   | 2014年10月6日  | 137             |
| 24   | 2    | 母の野望             | Alive and Kicking             | Jeffrey Hunt     | 2014年10月13日 | 129             |
| 25   | 3    | 母と息子             | Every Mother's Son            | Dermott Downs    | 2014年10月20日 | 127             |
| 26   | 4    | ブラッドムーンの陰謀 | Live and Let Die              | Jeffrey Hunt     | 2014年10月27日 | 131             |
| 27   | 5    | イライジャの過去     | Red Door                      | Michael Robison  | 2014年11月3日  | 109             |
| 28   | 6    | クラウスの父 現る    | Wheel Inside the Wheel        | Matt Hastings    | 2014年11月10日 | 146             |
| 29   | 7    | 葛藤の果て           | Chasing the Devil's Tail      | Jesse Warn       | 2014年11月17日 | 144             |
| 30   | 8    | 狼人間の神話         | The Brothers That Care Forgot | Michael Allowitz | 2014年11月24日 | 126             |
| 31   | 9    | 錯綜する思惑         | The Map of Moments            | Leslie Libman    | 2014年12月8日  | 141             |
| 32   | 10   | 密室の恐怖           | Gonna Set Your Flag on Fire   | Rob Hardy        | 2015年1月19日  | 152             |
| 33   | 11   | 地獄行きの男たち     | Brotherhood of the Damned     | Sylvain White    | 2015年1月26日  | 174             |
| 34   | 12   | 百年の目覚め         | Sanctuary                     | Matt Hastings    | 2015年2月2日   | 147             |
| 35   | 13   | コールの孤独         | The Devil Is Damned           | Lance Anderson   | 2015年2月9日   | 122             |
| 36   | 14   | 婚礼の儀式           | I Love You, Goodbye           | Matt Hastings    | 2015年2月16日  | 144             |
| 37   | 15   | レベッカの正体       | They All Asked for You        | Chris Grismer    | 2015年3月9日   | 140             |
| 38   | 16   | もう一人の私         | Save My Soul                  | Kellie Cyrus     | 2015年3月16日  | 125             |
| 39   | 17   | 優美な死骸           | Exquisite Corpse              | Dermott Downs    | 2015年4月6日   | 112             |
| 40   | 18   | 最強の魔女 現る      | Night Has a Thousand Eyes     | Jesse Warn       | 2015年4月13日  | 101             |
| 41   | 19   | 不信と背信           | When the Levee Breaks         | Bethany Rooney   | 2015年4月20日  | 130             |
| 42   | 20   | 最恐同盟             | City Beneath the Sea          | Leslie Libman    | 2015年4月27日  | 120             |
| 43   | 21   | 報復                 | Fire with Fire                | David Straiton   | 2015年5月4日   | 114             |
| 44   | 22   | 姉妹の再会           | Ashes to Ashes                | Matt Hastings    | 2015年5月11日  | 119             |

### シーズン3 （2015年 - 2016年）
| 通算 | 話数 | タイトル              | 原題                                | 監督               | 米国放送日     | 視聴者数 (万人) |
| ---- | ---- | --------------------- | ----------------------------------- | ------------------ | -------------- | --------------- |
| 45   | 1    | 不吉な予言            | For the Next Millennium             | Lance Anderson     | 2015年10月8日  | 89              |
| 46   | 2    | 第2の殺人             | You Hung the Moon                   | Jeffrey Hunt       | 2015年10月15日 | 112             |
| 47   | 3    | ルシアンの傷          | I'll See You in Hell or New Orleans | Michael Grossman   | 2015年10月22日 | 95              |
| 48   | 4    | ワイルド･サイドを歩け | A Walk on the Wild Side             | Matt Hastings      | 2015年10月29日 | 107             |
| 49   | 5    | 千年前の秘密          | The Axeman's Letter                 | Michael Allowitz   | 2015年11月5日  | 97              |
| 50   | 6    | 美しき過ち            | Beautiful Mistake                   | Steven DePaul      | 2015年11月12日 | 98              |
| 51   | 7    | 感謝祭の告白          | Out of the Easy                     | Bethany Rooney     | 2015年11月19日 | 80              |
| 52   | 8    | 女たちの闇            | The Other Girl in New Orleans       | Kellie Cyrus       | 2015年12月3日  | 117             |
| 53   | 9    | 聖夜の別れ            | Savior                              | Matt Hastings      | 2015年12月10日 | 97              |
| 54   | 10   | ミシシッピのゴースト  | A Ghost Along the Mississippi       | Michael Grossman   | 2016年1月29日  | 95              |
| 55   | 11   | 青白い馬              | Wild at Heart                       | John Hyams         | 2016年2月5日   | 92              |
| 56   | 12   | 掟の書                | Dead Angels                         | Darren Genet       | 2016年2月12日  | 80              |
| 57   | 13   | 狙われた心臓          | Heart Shaped Box                    | Chris Grismer      | 2016年2月19日  | 87              |
| 58   | 14   | 欲望という名の電車    | A Streetcar Named Desire            | Matt Hastings      | 2016年2月26日  | 107             |
| 59   | 15   | 古き友の復讐          | An Old Friend Calls                 | Jeffrey Hunt       | 2016年3月4日   | 88              |
| 60   | 16   | 皆といる孤独          | Alone with Everybody                | Hanelle Culpepper  | 2016年4月1日   | 93              |
| 61   | 17   | 闇の地平線            | Behind the Black Horizon            | ジョセフ・モーガン | 2016年4月8日   | 89              |
| 62   | 18   | 悪魔が来たりて        | The Devil Comes Here and Sighs      | Jesse Warn         | 2016年4月15日  | 86              |
| 63   | 19   | 安らぎの世界へ        | No More Heartbreaks                 | Millicent Shelton  | 2016年4月29日  | 93              |
| 64   | 20   | 苦い勝利              | Where Nothing Stays Buried          | John Hyams         | 2016年5月6日   | 83              |
| 65   | 21   | 地獄に送ってやれ      | Give 'Em Hell, Kid                  | Jeffrey Hunt       | 2016年5月13日  | 79              |
| 66   | 22   | 血染めの王冠          | The Bloody Crown                    | Matt Hastings      | 2016年5月20日  | 85              |

### シーズン4 （2017年）
| 通算 | 話数 | タイトル         | 原題                               | 監督                  | 米国放送日    | 視聴者数 (万人) |
| ---- | ---- | ---------------- | ---------------------------------- | --------------------- | ------------- | --------------- |
| 67   | 1    | 5年後            | Gather Up the Killers              | Lance Anderson        | 2017年3月17日 | 105             |
| 68   | 2    | クラウスの奪還   | No Quarter                         | Bethany Rooney        | 2017年3月24日 | 99              |
| 69   | 3    | 廃虚にひそむ過去 | Haunter of Ruins                   | Jeffrey Hunt          | 2017年3月31日 | 93              |
| 70   | 4    | 青い光           | Keepers of the House               | ジョセフ・モーガン    | 2017年4月7日  | 108             |
| 71   | 5    | ノックの音       | I Hear You Knocking                | Chris Grismer         | 2017年4月14日 | 87              |
| 72   | 6    | 宴の夜           | Bag of Cobras                      | Jesse Warn            | 2017年4月28日 | 96              |
| 73   | 7    | ハーヴェスト再び | High Water and a Devil's Daughter  | Charles Michael Davis | 2017年5月5日  | 93              |
| 74   | 8    | 狼人間の起源     | Voodoo in My Blood                 | John Hyams            | 2017年5月12日 | 85              |
| 75   | 9    | 死の女王         | Queen Death                        | Nicole Rubio          | 2017年5月19日 | 84              |
| 76   | 10   | 記憶の扉         | Phantomesque                       | ダニエル・ギリーズ    | 2017年6月2日  | 103             |
| 77   | 11   | 消えない悪霊     | A Spirit Here That Won't Be Broken | Hanelle Culpepper     | 2017年6月9日  | 89              |
| 78   | 12   | 呪われた娘       | Voodoo Child                       | Michael Grossman      | 2017年6月19日 | 101             |
| 79   | 13   | とこしえの誓い   | The Feast of All Sinners           | Bethany Rooney        | 2017年6月23日 | 80              |

## 製作
2013年1月11日、オリジナル・ヴァンパイアたちに焦点を当てた、ジョセフ・モーガン主演のバックドア・パイロット（back-door pilot）が「The Originals」というタイトルで4月25日に放送され、2013-2014年シーズンにスピンオフ番組として放送開始になる可能性があるという発表があった。
同4月26日、『The Originals』が2013-2014年テレビシーズンの新番組として正式採用されたことが、The CWにより発表された。
ショーランナーは、本家『ヴァンパイア・ダイアリーズ』の共同ショーランナーのジュリー・プレックが務める。同じく本家の共同ショーランナーであるケヴィン・ウィリアムソンは、本作には関与していない。